# Convention de Jarnac
Pour les articles homonymes, voir Jarnac (homonymie).
La convention de Jarnac est un traité signé entre le royaume de France et le Royaume-Uni en 1847 et dont le but était de mettre un terme à la crise diplomatique franco-britannique en garantissant l'indépendance du groupe des îles Sous-le-Vent en Polynésie. Elle fut abrogée avec l'accord des deux signataires en 1887.

## Histoire
En 1839, un missionnaire protestant britannique nommé George Pritchard est envoyé en Polynésie pour convertir les peuples indigènes. Devenu consul britannique à Tahiti, il voit d'un mauvais œil l'arrivée des catholiques dans la région. Il conseille alors à la reine de Tahiti, Pomare IV, d'expulser deux missionnaires catholiques, ce qui va avoir pour conséquence de pousser la France à investir puis à annexer l'île, avec, en 1843, la mise en place d'un protectorat français. Pritchard est ensuite expulsé de l'île, ce qui crée des tensions diplomatiques entre la France et le Royaume-Uni.
Afin de mettre fin à la querelle franco-britannique, Louis-Philippe Ier accepte la convention de Jarnac qui reconnaît l’indépendance des îles Sous-le-Vent, signée le 19 juin 1847 à Londres par lord Palmerston, ministre des Affaires étrangères britannique, et le comte de Jarnac, ministre plénipotentiaire du Roi près la Cour de Londres.
Par cette signature, les deux grandes puissances coloniales s’engagent à ne pas prendre possession de ces îles, ni même à les placer sous protectorat.
La convention reste valide pendant 40 ans. En 1880, à la suite de la demande des îles Raiatea et Tahaa, la France les place sous protectorat provisoire, ce afin d'empêcher les Allemands, intéressés par les lieux, de les annexer. En octobre 1887, et après accord entre les deux États signataires de la convention, celle-ci est abrogée. S'ensuit une révolte indigène pendant dix ans qui se solde par l'annexion militarisée des deux îles par la France ainsi que de l'ensemble des îles Sous-le-Vent qui deviennent, le 19 mars 1898, territoire français.